# گزآباد (جعفرآباد)
گزآباد، روستایی است از توابع بخش قاهان شهرستان جعفرآباد در استان قم ایران..

## جمعیت
این روستا در دهستان قاهان قرار دارد  در سال1402 250تا300نفر تقریبی، جمعیت روستا می‌باشد.
خاندان های معروف روستای گزآباد خاندان بزرگ رستمی ومحمدمرادی و شاهوند می‌باشد.
زبان مردم روستای گزاباد ترکی می‌باشد.

#### محصولات
از جمله محصولات باغات این روستا می توان از انار، انگور، انجیر، توت، سیب، قیصی و انواع سبزیجات نام برد.
مشاهیر
شهید رمضانعلی شاهوند متولد سال ۱۳۳۶ در روستای گزاباد بود که پس از تحصیل در رشته حقوق دانشگاه تهران به سمت دادیار دادستان استان هرمزگان رسید و در سن ۲۴ سالگی در تاریخ ۲۵ دی ۱۳۶۰ به دست نعمت الله بشخر از اعضای گروهک منافقین در بندرعباس کشته شد و مزار این شهید گرانقدر در جوار امامزاده هادی علیه السلام در روستای جمیزقان از توابع بخش قاهان می‌باشد.